# Президентство Річарда Ніксона

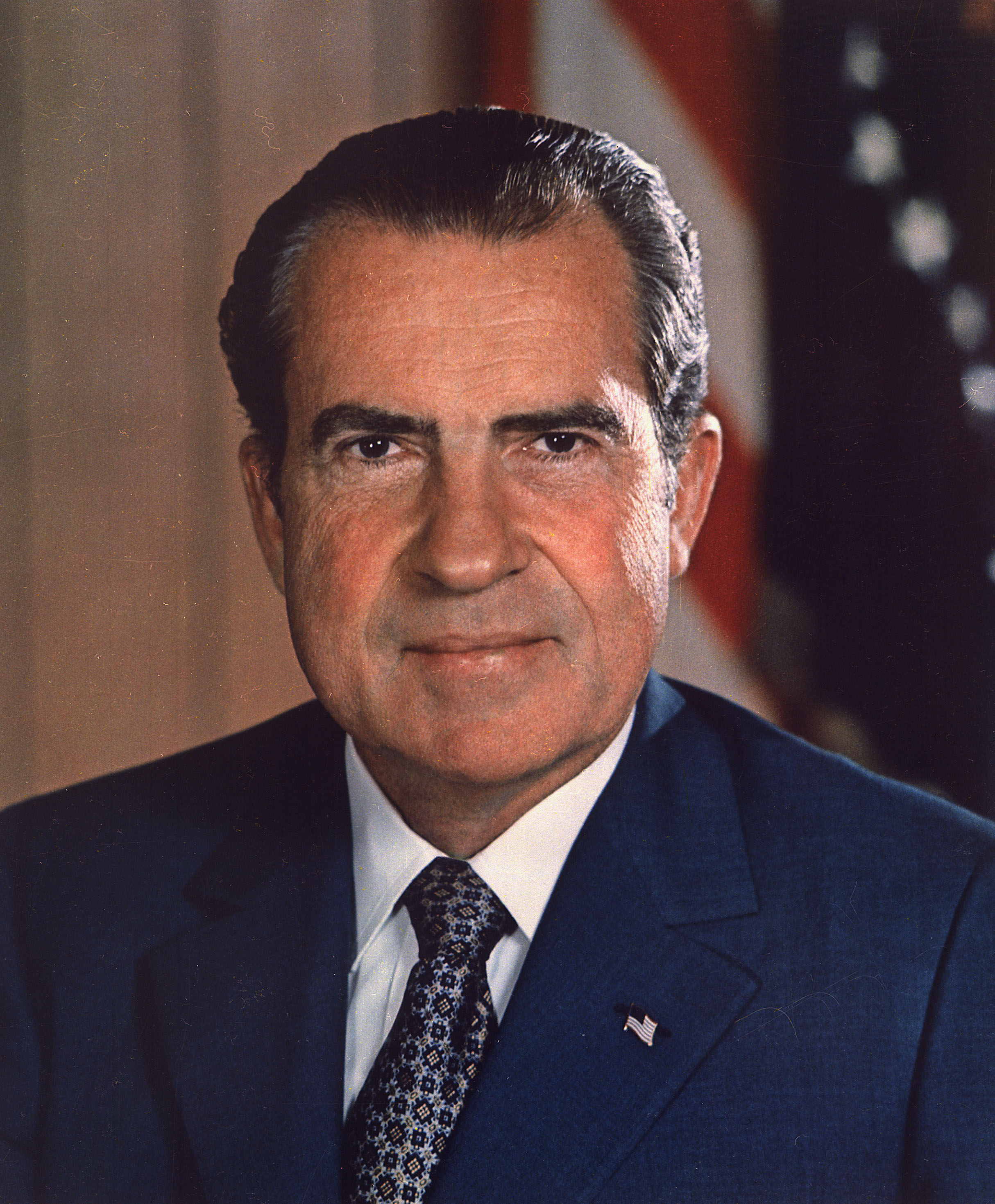
37 президент США, Річард Мілгаус Ніксон. (1968-1974)

Президентство Річарда Ніксона почалося опівдні по Північноамериканському східному часу 20 січня 1969, коли Річард Ніксон був приведений до присяги як 37-й президента Сполучених Штатів, і закінчилося 9 серпня 1974 року, коли він пішов у відставку майже напевно перед імпічментом і відсторонення від посади, єдиний президент США, який це робив. Його змінив віце-президент Джеральд Форд. Республіканець Ніксон вступив в посаду після того, як на президентських виборах 1968 року, в яких він переміг чинного віце-президента Г'юберт Гамфрі.
Основна увага Ніксона під час роботи на посаді була на зовнішніх справах. Він зосередив увагу на розрядці з КНР та Радянським Союзом, зменшивши напруженість в холодній війні з обома країнами. У рамках цієї політики Ніксон підписав Договір про боротьбу проти балістичної ракети та SALT I, два знакові договори про контроль над озброєнням з Радянським Союзом. Ніксон оприлюднив доктрину Ніксона, яка закликала до опосередкованої допомоги Сполучених Штатів, а не до прямих зобов'язань США, як це спостерігається у війні у В'єтнамі. Після обширних переговорів з Північним В'єтнамом Ніксон відкликав останніх солдатів США з Південного В'єтнаму в 1973 році, закінчивши військовий проект того ж року. Щоб запобігти можливості подальшого втручання США у В'єтнам, Конгрес прийняв резолюцію державних сил щодо вето Ніксона.
У внутрішніх справах Ніксон виступав за політику "нового федералізму", в рамках якої федеральні повноваження та обов'язки перекладалися б на штати. Однак він зіткнувся з Демократичним конгресом, який не поділяв його цілі і, в деяких випадках, прийняв законодавство щодо його вето. Запропонована Ніксоном реформа федеральних програм соціального забезпечення, не прийняв Конгрес, але Конгрес прийняв один аспект його пропозиції у вигляді додаткового доходу від безпеки, який надає допомогу особам з низьким рівнем доходу, які мають старший вік або інвалідність. Адміністрація Ніксона прийняла «низький рівень» щодо шкільної дегрегації, але адміністрація застосувала накази щодо десегрегації суду та здійснила першу позитивну дію-план у США. Ніксон також головував над створенням Агенції з охорони навколишнього природного середовища та прийняттям основних екологічних законів, таких як Закон про чисту воду. В економічному відношенні роки Ніксона почали період "стагфляції", який триватиме до 1970-х.
Ніксон здобув переконливу перемогу на президентських виборах 1972 року, але під час кампанії оперативники Ніксона провели кілька операцій, покликаних підірвати Демократичну партію. Одна з таких операцій, вторгнення до штабу Демократичного національного комітету, закінчилася арештом п'яти грабіжників і породила розслідування в Конгресі. Ніксон заперечував будь-яку причетність до вторгнення, але, після появи стрічки, яка свідчила про те, що Ніксон знав про причетність Білого дому до справи Вотергейт, незабаром після того, як вони відбулися, Палата представників розпочала провадження у справі про імпічмент. Зіткнувшись з відстороненням Конгресу, Ніксон пішов у відставку. Хоча деякі вчені вважають, що Ніксон "був надмірно злісний за свої провини і недостатньо визнаний за його чесноти" Ніксон, як правило, вважається президентом нижче середнього рівня в опитуваннях істориків та політологів.

## Вибори 1968 року

### Республіканська номінація
Річард Ніксон служив віце-президентом з 1953 по 1961 рік при президенті Дуайті Ейзенхауері, і програв на президентських виборах 1960 року Джону Ф. Кеннеді. У роки після його поразки Ніксон зарекомендував себе як важливий партійний лідер, який звертався як до поміркованих, так і до консерваторів. Ніксон вступив у змагання за кандидатуру у президенти від республіканців 1968 року, впевнений, що, маючи демократи не переможуть через війну у В'єтнамі, республіканець мав хороші шанси виграти президентство в листопаді, хоча він очікував, що вибори будуть такими ж близькими, як в 1960 році. За рік до Республіканської національної конвенції 1968 року першим фаворитом кандидатури в президенти партії був губернатор штату Мічиган Джордж Ромні, але кампанія Ромні була заснована на питанні війни у В'єтнамі. Ніксон зарекомендував себе як чіткий передовик після серії ранніх первинних перемог. Його головними конкурентами за висунення були губернатор Каліфорнії Рональд Рейган, який командував лояльністю багатьох консерваторів, та губернатор штату Нью-Йорк Нельсон Рокфеллер, котрий сильно стежив за поміркованими партіями.
На серпневій республіканській національній конвенції в Маямі-Біч, штат Флорида, Рейган та Рокфеллер обговорили об'єднання сил у рух "стоп-Ніксон", але коаліція так і не здійснилася, і Ніксон забезпечив номінацію на першому голосуванні. Він обрав губернатора Спіро Агню з Меріленда своїм керівником, який, як вважав Ніксон, об'єднає партію, звернувшись як до помірних північних, так і до юдерів, невдоволених демократами. Вибір Агню багатьма погано сприйнявся; Washington Post описав Агню як «найбільш ексцентричного політичного призначення з моменту римського імператора Калігули імені його кінь консулом. У своєму слові про прийняття Ніксон сформулював послання надії, заявивши: "Ми протягаємо руку дружби до всіх людей... І ми працюємо над метою відкритого світу, відкритого неба, відкритих міст, відкритих сердець, відкритого розуму».

### Загальні вибори

Результати виборів 1968 року.

На початку 1968 року більшість демократів очікували, що президента Ліндона Б. Джонсона буде повторно висунуто. Ці сподівання зруйнував сенатор Юджин Маккарті, який зосередив свою кампанію на опозиції до політики В'єтнаму Джонсона. Маккарті 12 березня в Нью-Гемпширі програв Джонсону в першій праймеріз Демократичної партії, а близькість результатів вразила створення партії і спонукала сенатора Роберта Ф. Кеннеді з Нью-Йорка до участі у перегонах. Через два тижні Джонсон сказав приголомшеній країні, що не буде балотуватися на другий термін. У наступні тижні значна частина імпульсу, який рухала кампанію Маккарті вперед, перемістилася до Кеннеді. Віце-президент Г'юберт Гамфрі заявив про власну кандидатуру, заручившись підтримкою багатьох прихильників Джонсона. Кеннеді був убитий Серханом в червні 1968 року, в результаті чого Гамфрі і Маккарті в двох, залишилися основними кандидатами в гонці. Гамфрі виграв кандидатуру президента на серпневій демократичній конвенції в Чикаго, а його віце-президентом був обраний Едмунд Маскі зі штату Мен. Поруч із конвенційним залом тисячі молодих антивоєнних активістів, які зібралися протестувати проти війни у В'єтнамі жорстоко зіткнулися з поліцією. Погром, який транслювався у світі телебаченням, покалічив кампанію Гамфрі. Опитування на День праці після конвенції Гамфрі відступили від Ніксона більш ніж на 20 відсоткових пунктів.
Окрім Ніксона та Гамфрі, до гонки приєднався колишній губернатор демократів Джордж Уоллес з Алабами, вокальний сегрегаціоніст, який балотувався від Американської незалежної партії. Уоллес майже не сподівався на перемогу на виборах, але він сподівався відмовити більшості кандидатів у партії більшістю голосів на виборах, тим самим відправивши вибори до Палати представників, де конгресмени сегрегації можуть отримати поступки на підтримку. Вбивства Кеннеді та Мартіна Лютера Кінга-молодшого.у поєднанні з невдоволенням у війні у В'єтнамі, заворушеннями в рамках Демократичної національної конвенції та низкою міських заворушень у різних містах зробили 1968 рік самим бурхливим роком десятиліття. Протягом року Ніксон зображував себе фігурою стабільності в період національних заворушень і потрясінь. Він звернувся до того, що згодом назвав "мовчазною більшістю" американців із соціально консервативними, які не любили контркультури 1960-х та антивоєнних демонстрантів. Ніксон проводив відому телевізійну рекламну кампанію, зустрічаючись із прихильниками перед камерами. Він пообіцяв "світ з честю" під час війни у В'єтнамі, але не відпускали особливості того , як він буде досягти цієї мети, в результаті чого в ЗМІ натяків, що він повинен мати "секретний план".
Місце голосування Гамфрі покращилося в останні тижні кампанії, коли він відсторонився від політики В'єтнаму Джонсона. Джонсон прагнув укласти мирну угоду з Північним В'єтнамом за тиждень до виборів; Проблема залишається суперечливою, чи втручалася кампанія Ніксона у будь-які триваючі переговори між адміністрацією Джонсона та південно-в'єтнамцями, залучивши Анну Шенно, визначну китайсько-американську фандрейзерську республіканську партію. Незалежно від того, як Ніксон брав участь чи ні, мирні переговори закінчилися незадовго до виборів, притупивши імпульс Гамфрі. У день виборів Ніксон переміг Хамфрі приблизно 500 000 голосів - 43,4% до 42,7%; Уоллес отримав 13,5% голосів. Ніксон забезпечив 301 голос колегії виборників до 191 Гамфрі і 46 за Уоллеса. Ніксон здобув підтримку багатьох білих етнічних та південних білих виборців, які традиційно підтримували Демократичну партію, але він втратив позиції серед виборців афро-американців. У своїй промові про перемогу Ніксон пообіцяв, що його адміністрація намагатиметься об'єднати поділену націю. Незважаючи на перемогу Ніксона, республіканці не змогли здобути під контролем ні палату, ні сенат на одночасних виборах у конгрес.

## Адміністрація

Адміністрація Річарда Ніксона, 1972 рік

Для основних рішень свого президентства Ніксон покладався на Виконавчий кабінет Президента, а не на Кабінет Міністрів. Начальник штабу з персоналу Халдеман та радник Джон Ерліхман стали двома найвпливовішими співробітниками з питань внутрішніх справ, і значна частина взаємодії Ніксона з іншими співробітниками проводилася через Хальдемана. З початку перебування Ніксона, консервативний економіст Артур Ф. Бернс і ліберальний колишній чиновник адміністрації Джонсона Деніел Патрік Мойніхан служили як важливі радники, але обидва покинули Білий дім наприкінці 1970 року. Консервативний адвокат Чарльз Колсон також з'явився як важливий радник після того, як він приєднався до адміністрації наприкінці 1969 р  В відміну від багатьох своїх колег - членів кабінету, генеральний прокурор Джон Н. Мітчелл панував в Білому домі, і Мітчелл привів пошук кандидатів Верховного суду. У зовнішніх справах Ніксон посилив значення Ради національної безпеки, яку очолив радник з національної безпеки Генрі Кіссінджер. Перший державний секретар Ніксона Вільям П. Роджерс, був значною мірою відсторонений під час перебування на посаді, і в 1973 році Кіссінджер змінив Роджерса на посаді державного секретаря, продовжуючи виконувати функції радника з національної безпеки. Ніксон головував щодо реорганізації Бюро бюджету в більш потужний Управління з управління та бюджету, надалі зосереджуючи виконавчу владу в Білому домі. Він також створив Внутрішню раду, організацію, відповідальну за координацію та формулювання внутрішньої політики. Ніксон намагався централізувати контроль над розвідувальними органами, але він, як правило, зробив це невдало, частково через натиск директора ФБР Дж. Едгара Гувера.
Незважаючи на централізацію влади в Білому домі, Ніксон дозволив чиновникам свого кабінету велику свободу у встановленні внутрішньої політики з питань, які його не сильно цікавили, наприклад, екологічної політики. У дописі до головних посібників 1970 року він заявив, що у вітчизняних сферах, окрім злочинності, інтеграції шкіл та економічних питань, "я зацікавлений лише тоді, коли ми зробимо серйозний прорив чи серйозний провал. Інакше не турбуйте мене». Ніксон найняв колишнього суперника передвиборчої кампанії Джорджа Ромні на посаду секретаря з питань житлового господарства та містобудування, але Ромні та міністр транспорту Джон Волпе швидко прийшли в немилість, коли Ніксон намагався скоротити бюджети відповідних відомств. Ніксон не призначав жодної жінки чи афро-американських чиновників, хоча Ніксон запропонував посаду кабінету лідеру громадянських прав Вітні Янг. Початковий кабінет Ніксона також містив незвично невелику кількість випускників Ліги плюща, за винятком Джорджа П. Шульца, який обіймав три різні посади кабінету під час президентства Ніксона. Ніксон намагався зайняти в свою адміністрацію такого видатного демократа, як Гамфрі чи Сарджент Шрайвер, але це було невдало до початку 1971 року, коли колишній губернатор штату Техас Джон Конналлі став секретарем казначейства. Конналлі став би одним з найпотужніших членів кабінету і координував економічну політику адміністрації.
У 1973 році, коли розкрився скандал з Вотергейтом, Ніксон прийняв відставки Галдемана, Ерліхмана та наступника Мітчелла на посаді генерального прокурора Річарда Кліндіенста.  Гельдемана змінив Александр Гейг, який став домінуючою фігурою в Білому домі за останні місяці президентства Ніксона.

### Віце-президентство
Коли в середині 1973 року розгорівся скандал з Вотергейтом, віце-президент Спіро Агню став мішенню у спорідненому розслідуванні корупції в окрузі Балтимор, штат Меріленд, державних чиновників та архітекторів, інженерів та підрядних організацій. Його звинувачували в тому, що він приймав відкати в обмін на контракти, виконуючи обов'язки виконавчого округу Балтимора, тоді, коли був губернатором штату Меріленд і віце-президентом. 10 жовтня 1973 року Агню не висловив жодних змагань щодо ухилення від сплати податків і став другим віце-президентом (після Джона К. Калхуна), який пішов у відставку. Ніксон використав свої повноваження в рамках 25-ї поправки, щоб висунути Джеральда Форда віце-президентом. Добре шанований Форд був підтверджений Конгресом і вступив на посаду 6 грудня 1973 р. Це вперше заповнило внутрішньострокову вакансію на посаді віце-президента. Спікер Палати, Карл Альберт, був наступним у черзі на президентство в протягом 57-денній вакансії.

## Судові призначення

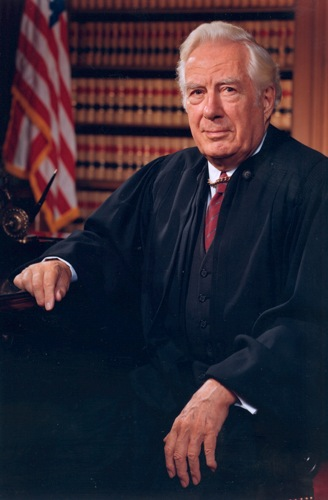
Воррен Е. Бергер, 15-й головний суддя Сполучених Штатів (1969–1986)

Ніксон здійснив чотири успішні призначення у Верховний Суд, перебуваючи на посаді, переклавши Суд на більш консервативний напрямок після епохи ліберального суду Уоррена. Ніксон вступив на посаду з однією очікуваною вакансією, оскільки Сенат відхилив кандидатуру президента Джонсона Абе Фортаса для успішного звільнення з посади головного судді Ерла Воррена. Через кілька місяців після вступу на посаду Ніксон висунув федерального апеляційного суддю Воррена Е. Бергера, щоб досягти заміни Воррена, і сенат швидко підтвердив Бергера. Ще одна вакансія виникла в 1969 році після того, як Фортас пішов у відставку з суду, частково через тиск з боку генерального прокурора Мітчелла та інших республіканців, які критикували його за прийняття компенсації від фінансиста Луї Вольфсона. Для заміни Фортаса Ніксон послідовно призначив двох суддів федерального апеляційного суду, Клемента Гайнсворта та Г. Харрольда Карсуеллу, але обидва були відхилені Сенатом. Тоді Ніксон висунув федерального апеляційного судді Гаррі Блекмуна, що був підтверджений Сенатом у 1970 році.
Вибуття Уго Блек та Джона Маршалла Харлана II створило дві вакансії Верховного суду наприкінці 1971 року. Одного з висунутих Ніксона, корпоративного адвоката Льюїса Ф. Пауелла-молодшого, було легко підтверджено. Інший висуванець Верховного суду Ніксона 1971 року, помічник генерального прокурора Вільям Ренквіст, зіткнувся зі значним опором ліберальних сенаторів, але він був остаточно підтверджений. Бергер, Пауелл і Ренквіст склали консервативний протокол голосування на Суді, а Блекмун перемістився ліворуч під час свого перебування на посаді. Пізніше Ренквіст отримав би посаду головного судді в 1986 році. Ніксон призначив 231 федеральних суддів, що перевершило попередній рекорд 1936 року, встановленого Франкліном Д. Рузвельтом. Окрім чотирьох призначень Верховного Суду, Ніксон призначив 46 суддів до апеляційних судів Сполучених Штатів та 181 суддів окружних судів Сполучених Штатів.

## Зовнішні справи

### Доктрина Ніксона
Після вступу на посаду Ніксон виголосив "доктрину Ніксона", загальну заяву про зовнішню політику, згідно з якою США не будуть "брати на себе всю оборону вільних націй". Хоча існуючі зобов'язання будуть дотримані, потенційні нові зобов'язання будуть ретельно вивчені. Замість того, щоб безпосередньо вступати в конфлікти, Сполучені Штати надавали б військову та економічну допомогу націям, які зазнали повстання чи агресії, або які в іншому випадку були життєво важливими для стратегічних інтересів США. Скорочення зобов'язань Америки перед союзниками пояснювалися таким чином: «Наші інтереси повинні формувати наші зобов'язання, а не навпаки. Відтепер ми розглядатимемо нові зобов'язання лише у світлі ретельної оцінки власних національних інтересів в інших країнах та конкретних загроз цим інтересам». У рамках доктрини Ніксона США значно збільшили продажі зброї на Близькому Сході - особливо в Ізраїль, Іран та Саудівську Аравію. Ще одним головним бенефіціаром допомоги був Пакистан, який США підтримали під час війни в Індо-Пакистані 1971 року.

### Війна у В'єтнамі

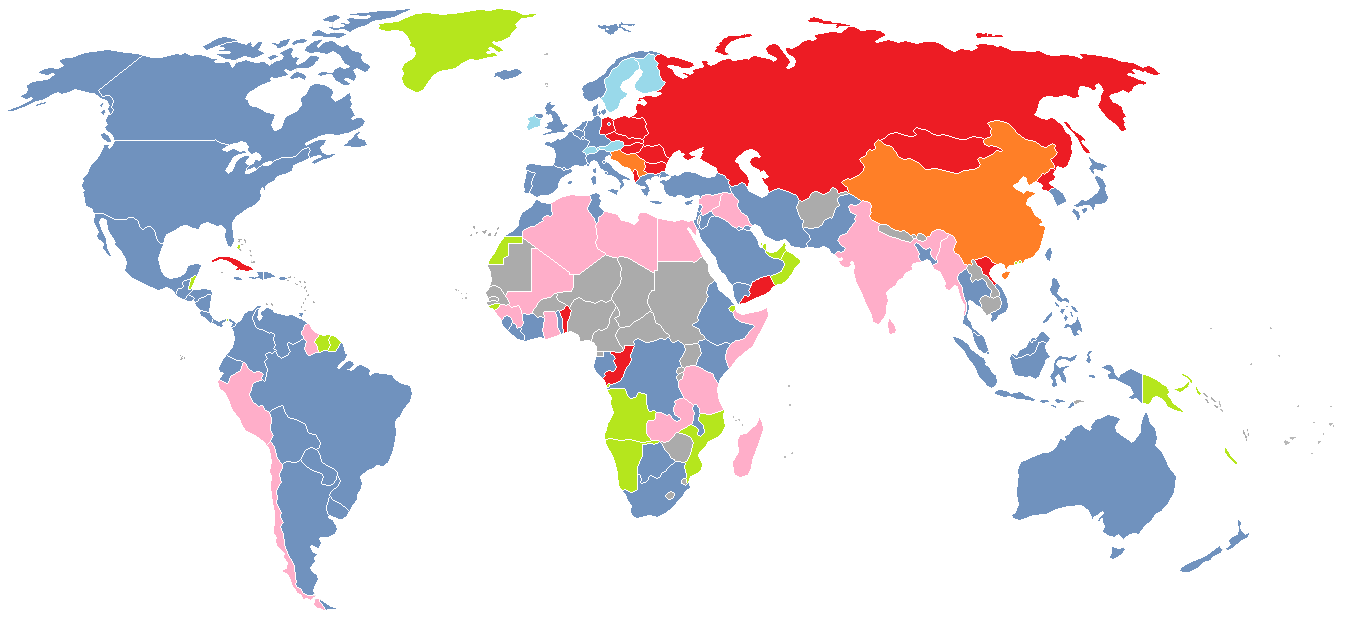
Карта геополітичної ситуації 1970 року

На той час, коли Ніксон вступив на посаду, у Південно-Східній Азії було понад 500 000 американських солдатів. Більше 30 тисяч американських військовослужбовців, що служили у війні у В'єтнамі були вбиті з 1961 року, причому приблизно половина цих випадків смерті відбувалася в 1968 р. Війна була широко непопулярна в Сполучених Штатах, з широко поширеними, іноді насильницькими протестами, що відбуваються на регулярній основі. Адміністрація Джонсона погодилася припинити бомбардування в обмін на переговори без передумов, але ця угода так і не набрала чинності повністю. За словами Вальтера Ісааксона, незабаром після вступу на посаду Ніксон дійшов висновку, що війну у В'єтнамі не можна виграти, і він вирішив швидко закінчити війну. І навпаки, Блек стверджує, що Ніксон щиро вірив, що може залякати Північний В'єтнам через теорію Божевілля. Незалежно від своєї думки про війну, Ніксон хотів покласти край американській ролі в ній без появи американської поразки, яка, побоюючись, сильно зашкодить його президентству і спричинить повернення до ізоляціонізму. Він домагався деякої домовленості, яка дозволила б американським силам вийти, залишаючи Південний В'єтнам захищеним від нападу.
У середині 1969 року Ніксон розпочав зусилля щодо домовленості про мир з північно-в'єтнамцями, але переговорники не змогли досягти згоди. Через зрив мирних переговорів Ніксон реалізував стратегію "в'єтнамізації", яка складалася з посилення допомоги США та в'єтнамських військ, які брали на себе більшу бойову роль у війні. З великим схваленням громадськості, він розпочав поетапне виведення військ до кінця 1969 р., що втрачає силу вітчизняного антивоєнного руху. Незважаючи на невдачу в операції "Lam Son 719" , яка була покликана стати першим великим випробуванням армії Південної В'єтнаму з моменту впровадження В'єтнаму, відхід американських солдатів у В'єтнам продовжувався протягом усього перебування Ніксона.
На початку 1970 року Ніксон відправив американських та південно-в'єтнамських солдатів до Камбоджі для нападу на північно-в'єтнамські бази, вперше розгорнувши наземну війну з В'єтнамом. Раніше він схвалив таємну кампанію бомбардування B-52 північно-в'єтнамських позицій у Камбоджі в березні 1969 року (кодована операція Меню) без згоди камбоджійського лідера Нородома Сиханука. Навіть у межах адміністрації багато хто не схвалював вторгнення в Камбоджу, а антивоєнні протестуючі були злі. Бомбардування Камбоджі тривало в 1970-х роках на підтримку уряду Камбоджі Лон Нола—Такий час боровся з повстанням кхмерських руж у громадянській війні Камбоджі - як частина операції Freedom Deal.

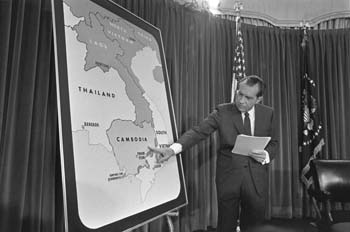
Ніксон звертається до нації про вибухи в Камбоджі 30 квітня 1969 року

У 1971 році Ніксон наказав здійснити вторгнення в Лаос для нападу на північно-в'єтнамські бази, що спровокувало подальші побутові заворушення. Того ж року уривки з «Пентагонних робіт» були опубліковані The New York Times та The Washington Post. Коли вперше з’явилися новини про витік, Ніксон був схильний нічого не робити, але Кіссінджер переконав його спробувати запобігти їх публікації. Верховний Суд ухвалив газети у справі 1971 р. New York Times Co. проти США, тим самим дозволивши опублікувати витяги. До середини 1971 р. розчарування у війні досягло нового максимуму, оскільки 71 відсоток американців вважали, що відправлення солдатів до В'єтнаму було помилкою. До кінця 1971 року у В’єтнамі залишилось 156 000 американських солдатів; 276 американських солдатів, які служили у В'єтнамі, було вбито за останні шість місяців того року.
Північний В'єтнам розпочав Великодній наступ у березні 1972 року, перегравши армію Південного В'єтнаму. У відповідь на настання Великодня, Ніксон наказав проводити масштабну бомбардувальну кампанію в Північному В'єтнамі, відому як "Операція Linebacker". Поки тривали виведення військ США, призовна служба зменшувалася і в 1973 році закінчилася; збройні сили стали всеволонтерськими. Після Пасхального наступу мирні переговори між США та Північним В'єтнамом відновились, і до жовтня 1972 р. було досягнуто рамки для врегулювання. Заперечення президента Південної В'єтнаму Нгуйен Ван Тію зірвало цю угоду, і мирні переговори розірвалися. У грудні 1972 року Ніксон наказав здійснити чергову масовану бомбардувальну кампанію, «Операція Linebacker II». Внутрішня критика операції переконала Ніксона в необхідності швидкого досягнення остаточної угоди з Північним В'єтнамом.
Після років боїв Паризькі мирні угоди були підписані на початку 1973 р. Угода реалізувала припинення вогню і дозволила вивести американські війська, що залишилися; однак, це не вимагало, щоб 160 000 штатних армій Північного В'єтнаму, розташованих на Півдні, відкликалися. До березня 1973 р. Військові сили США були виведені із В'єтнаму. Як тільки американська бойова підтримка закінчилася, відбулося коротке перемир'я, але бої швидко розгорілися знову, оскільки і Південний В'єтнам, і Північний В'єтнам порушили перемир'я.  Конгрес фактично припинив будь-яку можливість іншого американського військового втручання, прийнявши резолюцію військових сил над ветом Ніксона.

### Китай та Радянський Союз
Ніксон вступив на посаду в розпал холодної війни, стійкого періоду геополітичної напруженості між США та Радянським Союзом. Сполучені Штати та Радянський Союз були чіткими лідерами своїх союзників упродовж 1950-х років, але світ ставав все більш багатополюсним протягом 1960-х. союзники США у Західній Європі та Східній Азії одужали економічно, і, хоча вони залишалися союзниками зі Сполученими Штатами, вони встановлювали власну зовнішню політику. Перелом у так званій " Другій світовій" комуністичних державах був більш серйозним, оскільки розкол між Радянським Союзом та Китаєм переріс у прикордонний конфлікт в 1969 р. США та Радянський Союз продовжували змагатись за вплив у всьому світі, але напруга значно зменшилася після Кубинської ракетної кризи 1962 року. У цьому мінливому міжнародному контексті Ніксон та Кіссінджер прагнули переосмислити зовнішню політику США та встановити мирне співіснування як з Радянським Союзом, так і з Китаєм. Мета Ніксона щодо тісніших відносин з Китаєм та Радянським Союзом була тісно пов'язана з припиненням війни у В'єтнамі, оскільки він сподівався, що зближення з двома провідними комуністичними державами тисне на Північний В'єтнам у прийнятті сприятливого поселення.

### Європа
Всього через кілька тижнів після інавгурації 1969 року Ніксон здійснив восьмиденну подорож Європою. Він зустрівся з прем'єр-міністром Великої Британії Гарольдом Вільсоном у Лондоні та президентом Франції Шарлем де Голлем у Парижі. Він також здійснив новаторські поїздки до кількох країн Східної Європи, включаючи Румунію, Югославію та Польщу. Однак союзники по НАТО США, як правило, не грали великої ролі у зовнішній політиці Ніксона, оскільки він зосереджувався на війні та розрядці у В'єтнамі. У 1971 р. США, Велика Британія, Франція та Радянський Союз уклали чотири Угоди про владу, за якими Радянський Союз гарантував доступ до Західного Берліна до тих пір, поки він не був включений до складу Західної Німеччини.

### Список міжнародних поїздок

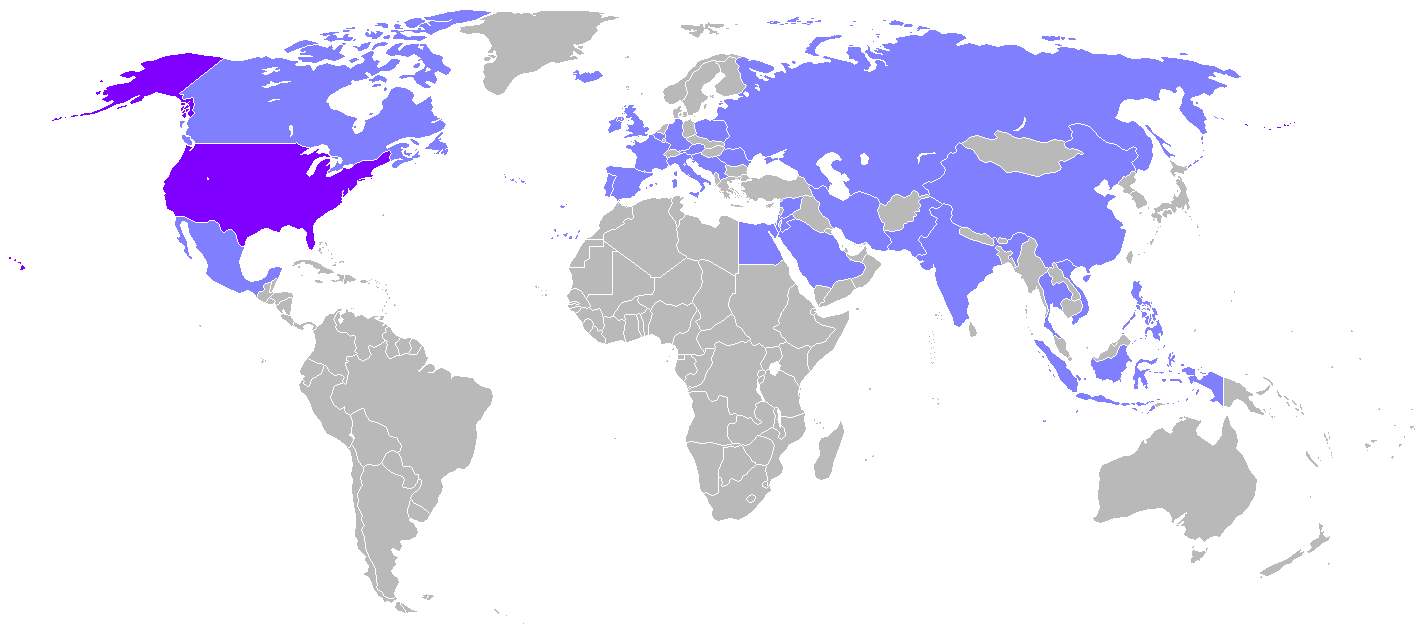
Країни, які відвідав Ніксон під час його президентства.

| №  | Дата                            | Країна            | Місце                   | Деталі |
| -- | ------------------------------- | ----------------- | ----------------------- | --- |
| 1  | 23–24 лютого 1969 року          | Бельгія           | Брюссель                | Присутній на 23-му засіданні Північноатлантичної ради. Зустрівся з королем Бодуена I. |
| 1  | 24–26 лютого 1969 року          | Велика Британія   | Лондон                  | Неформальний візит. Надано кілька публічних виступів. |
| 1  | 26–27 лютого 1969 року          | Західна Німеччина | Західний Берлін Бонн    | Надано кілька публічних виступів. Звернувся до Бундестагу. |
| 1  | 27–28 лютого 1969 року          | Італія            | Рим                     | Зустрівся з президентом Джузеппе Сарагатом та прем'єр-міністром Маріано Румором та іншими посадовими особами. |
| 1  | 28 лютого - 2 березня 1969 року | Франція           | Париж                   | Зустрівся з президентом Шарлем де Голлем. |
| 1  | 2 березня 1969 року             | Ватикан           | Апостольський палац     | Аудієнція у папи Павла VI. |
| 2  | 26–27 липня 1969 року           | Філіппіни         | Маніла                  | Державний візит. Зустрівся з президентом Фердинандам Маркосом. |
| 2  | 27–28 липня 1969 року           | Індонезія         | Джакарта                | Державний візит. Зустрівся з президентом Сухарто |
| 2  | 28–30 липня 1969 року           | Таїланд           | Бангкок                 | Державний візит. Зустрівся з королем Пуміболом Адульядеєм. |
| 2  | 30 липня 1969 року              | Південний В'єтнам | Сайгон , Ді Ан          | Зустрівся з президентом Нгуєном Ван Тіє. Відвідав американських військових. |
| 2  | 31 липня - 1 серпня 1969 року   | Індія             | Нью-Делі                | Державний візит. Зустрівся з виконуючим обов'язки президента Мохаммадом Хідаятулла. |
| 2  | 1–2 серпня 1969 року            | Пакистан          | Лахор                   | Державний візит. Зустрівся з президентом Ях'я Ханом. |
| 2  | 2–3 серпня 1969 року            | Румунія           | Бухарест                | Офіційний візит. Зустрівся з президентом Ніколае Чаушеску. |
| 2  | 3 серпня 1969 року              | Велика Британія   | Мілденхолл              | Неформальна зустріч з прем'єр-міністром Гарольдом Вільсоном. |
| 3  | 8 вересня 1969 року             | Мексика           | Акунья                  | Посвята греблі дружби з президентом Густаво Діасом Ордасом. |
| 4  | 20–21 серпня 1970 року          | Мексика           | Пуерто-Вальярта         | Офіційний візит. Зустрівся з президентом Густаво Діасом Ордасом. |
| 5  | 27–30 вересня 1970 року         | Італія            | Рим, Неаполь            | Офіційний візит. Зустрівся з президентом Джузеппе Сарагатом. Відвідав Південне командування НАТО. |
| 5  | 28 вересня 1970 року            | Ватикан           | Апостольський палац     | Аудієнція у папи Павла VI. |
| 5  | 30 вересня - 2 жовтня 1970 року | Югославія         | Белград, Загреб         | Державний візит. Зустрівся з президентом Йосипом Брозом Тіто. |
| 5  | 2–3 жовтня 1970 року            | Іспанія           | Мадрид                  | Державний візит. Зустрівся з генералісімусом Франсіско Франко. |
| 5  | 3 жовтня 1970 року              | Велика Британія   | Шашки                   | Неофіційно зустрівся з королевою Єлизаветою II та прем'єр-міністром Едуардом Хітом. |
| 5  | 3–5 жовтня 1970 року            | Ірландія          | Лімерик, Тімахо, Дублін | Державний візит. Зустрівся з прем'єр-міністром Джеком Лінчем |
| 6  | 12 листопада 1970 року          | Франція           | Париж                   | Відвідав панахиди за колишнім президентом Шарлем де Голлем. |
| 7  | 13–14 грудня 1971 року          | Португалія        | Острів Терсейра         | Обговорювали міжнародні валютні проблеми з президентом Франції Жоржем Помпіду та прем'єр-міністром Португалії Марсело Каетано |
| 8  | 20–21 грудня 1971 року          | Бермуди           | Гамільтон               | Зустрівся з прем'єр-міністром Едуардом Хітом. |
| 9  | 21–28 лютого 1972 року          | Китай             | Шанхай, Пекін, Ханчжоу  | Державний візит. Зустрілися з головою партії Мао Цзедуном та прем'єр-міністром Чжоу Енлай. |
| 10 | 13–15 квітня 1972 року          | Канада            | Оттава                  | Державний візит. Зустрічався з генерал-губернатором Ролан Мішенером та прем'єр-міністром П'єром Трюдо. Звернувся до парламенту. Підписали Угоду про якість води у Великих озерах. |
| 11 | 20–22 травня 1972 року          | Австрія           | Зальцбург               | Неформальний візит. Зустрівся з канцлером Бруно Крейським. |
| 11 | 22–30 травня 1972 року          | Радянський Союз   | Москва, Ленінград, Київ | Державний візит. Зустрілися з прем'єр-міністром Олексієм Косигіним та генеральним секретарем Леонідом Брежнєвим. Підписали договори про SALT I та ABM. |
| 11 | 30–31 травня 1972 року          | Іран              | Тегеран                 | Офіційний візит. Зустрівся з Шахом Мохаммедом Реза Пахлаві. |
| 11 | 31 травня - 1 червня 1972 року  | Польща            | Варшава                 | Офіційний візит. Зустрівся з першим секретарем Едуардом Гіреком |
| 12 | 31 травня - 1 червня 1973 року  | Ісландія          | Рейк'явік               | Зустрілися з президентом Кріштяном Елджарном та прем'єр-міністром Шлафуром Йоханнессоном та президентом Франції Жоржем Помпіду. |
| 13 | 5–7 квітня 1974 року            | Франція           | Париж                   | Відвідав панахиди за колишнім президентом Жоржем Помпіду. Після цього зустрівся з тимчасовим президентом Аліном Похером, президентом Італії Джованні Леоне, прем'єр-міністром Великої Британії Гарольдом Вільсоном, канцлером Західної Німеччини Віллі Брандом, прем'єр-міністром Данії Полом Хартлінг, радянським лідером Миколою Підгорним та прем'єр-міністром Японії Какуеєм Танакою. |
| 14 | 10–12 червня 1974 року          | Австрія           | Зальцбург               | Зустрівся з канцлером Бруно Крейським. |
| 14 | 12–14 червня 1974 року          | Єгипет            | Каїр, Олександрія       | Зустрівся з президентом Анваром Садатом |
| 14 | 14–15 червня 1974 року          | Саудівська Аравія | Джедда                  | Зустрівся з королем Файсалом. |
| 14 | 15–16 червня 1974 року          | Сирія             | Дамаск                  | Зустрівся з президентом Хафезом Асадом |
| 14 | 16–17 червня 1974 року          | Ізраїль           | Тель-Авів, Єрусалим     | Зустрівся з президентом Єфремом Катзіром та прем'єр-міністром Іцхаком Рабіном |
| 14 | 17–18 червня 1974 року          | Йорданія          | Амман                   | Державний візит. Зустрілися з королем Хусейном |
| 14 | 18–19 червня 1974 року          | Португалія        | База ВПС Лайєса         | Зустрівся з президентом Антоніо де Спінолою |
| 15 | 25–26 червня 1974 року          | Бельгія           | Брюссель                | Присутній на засіданні Північноатлантичної ради. Зустрілися окремо з королем Бодуїном I та королевою Фабіолою, прем'єр-міністром Лео Тіндемансом, а також з канцлером Німеччини Гельмутом Шмідтом, прем'єр-міністром Великої Британії Гарольдом Вільсоном та прем'єр-міністром Італії Маріано Румором.                                                                                    |
| 15 | 27 червня - 3 липня 1974 року   | Радянський Союз   | Москва, Мінськ, Ореанда | Офіційний візит. Зустрівся з генеральним секретарем Леонідом Брежнєвим, головою Миколою Підгорним та прем'єр-міністром Олексієм Косигіним. Підписання Договору про заборону випробування порогів. |

## Внутрішні справи

### Економіка

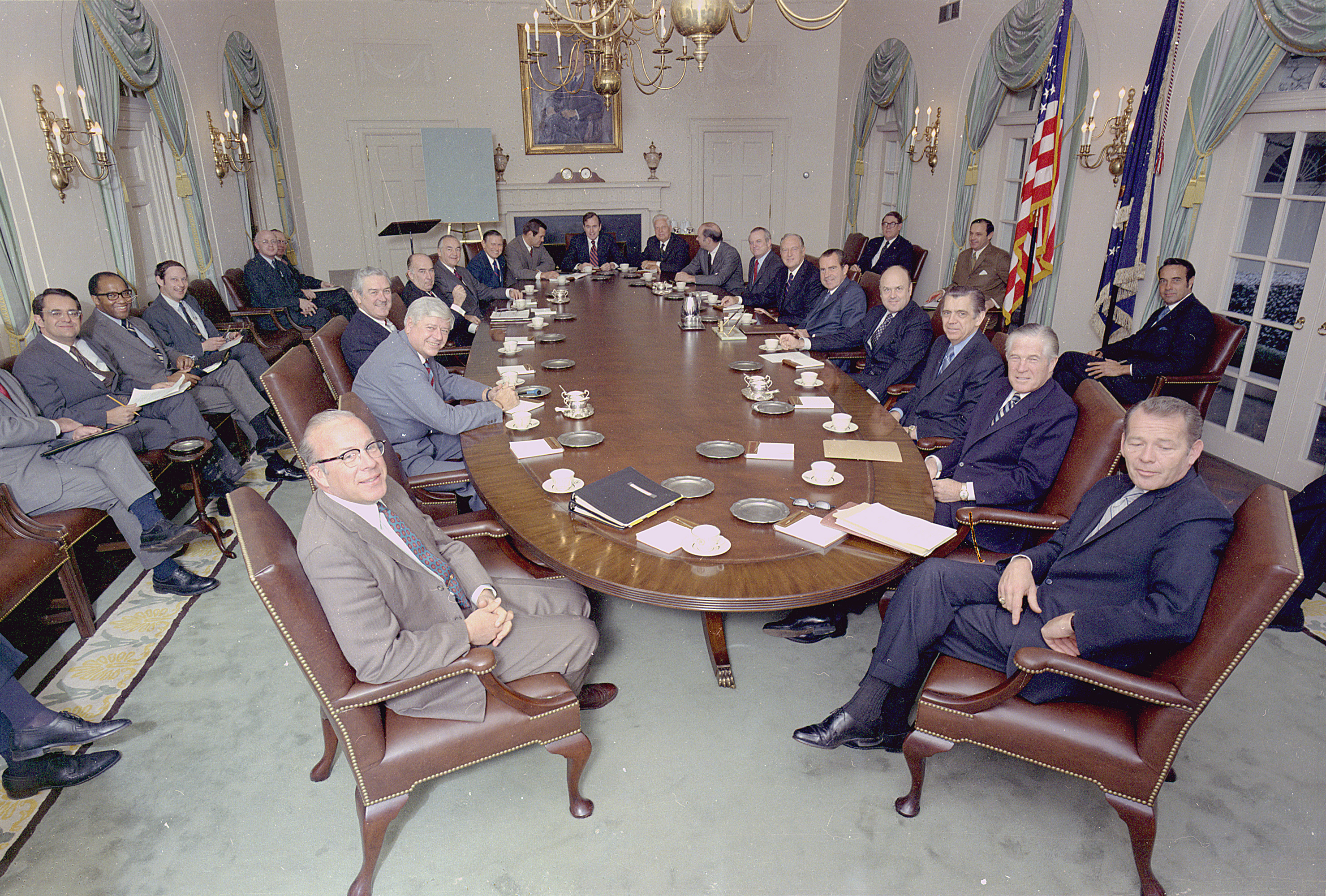
Кабінет президента Ніксона в 1971 році.

Коли Ніксон вступив на посаду в січні 1969 року, рівень інфляції досяг 4,7%, що є найвищим показником після війни в Кореї. Програми Великого суспільства Джонсона та війни у В'єтнамі призвели до великих бюджетних дефіцитів. Безробіття було мало але процентні ставки були найвищими за століття. Головною економічною метою Ніксона було зниження інфляції, найочевиднішим засобом для цього було припинення війни. Поки війна тривала, адміністрація прийняла політику обмеження зростання грошової маси для вирішення проблеми інфляції. У лютому 1970 року, в рамках зусиль щодо зменшення федеральних витрат, Ніксон затримав підвищення зарплат федеральним працівникам на шість місяців. Коли поштові робітники страйкували, він використовував армію для утримання поштової системи. Врешті-решт, уряд відповідав вимогам заробітної плати поштових працівників, скасовуючи деякі бажані баланси бюджету.
У грудні 1969 р. Ніксон дещо неохоче підписав Закон про податкову реформу 1969 р., Незважаючи на свої інфляційні положення; актом встановлено альтернативний мінімальний податок, який застосовувався до заможних осіб, які застосовували відрахування для обмеження своїх податкових зобов’язань. У 1970 році Конгрес надав президенту повноваження вводити контроль за заробітною платою та цінами, хоча керівництво Демократичного конгресу, знаючи, що Ніксон протистояв такому контролю протягом своєї кар'єри, не сподівалося, що Ніксон фактично використовуватиме владу. З невирішеною інфляцією до серпня 1971 року та наступаючим виборчим роком Ніксон скликав саміт своїх економічних радників у Кемп-Девіді. Потім він оголосив про тимчасовий контроль за заробітною платою та цінами, дозволив долару плавати по відношенню до інших валют і припинив конвертованість долара в золото. Грошово-кредитна політика Ніксона фактично позбавила США золотого стандарту і поклала край Бреттон-Вудській системі, повоєнній міжнародній системі фіксованого курсу. Ніксон вважав, що ця система негативно впливає на торговельний баланс США; США пережили своє перше негативне сальдо торгівлі XX століття у 1971 р. Боулз зазначає, "ототожнюючи себе з політикою, метою якої було поразка інфляції, Ніксон ускладнив опонентів Демократики... критикувати його. Його опоненти не могли запропонувати альтернативної політики, яка була б правдоподібною або правдоподібною, оскільки та, якій вони сприяли той, який вони розробили, але який президент призначив собі". Політика Ніксона знизила інфляцію в 1972 році, але їх наслідки сприяли інфляції під час його другого терміну і в адміністрації Форда.
Коли Ніксон розпочав свій другий термін, економіка зазнала краху на фондовому ринку , зростання інфляції та нафтової кризи 1973 року. Законодавство, що санкціонує контроль за цінами, встановлений до 30 квітня, демократичний Сенатор рекомендував 90-денну заморозку на всі прибутки, процентні ставки та ціни. Ніксон знову ввів контроль за цінами в червні 1973 року, повторюючи його план 1971 року, коли ціни на продукти зростали; цього разу він зосередився на експорті сільського господарства і обмежив заморожування до 60 днів. Контроль цін став непопулярним серед громадськості та ділових людей, які вважали потужні профспілки переважнішими, ніж бюрократія цін. Власники бізнесу, однак, зараз бачили, що контроль є постійним, а не тимчасовим, і добровільне дотримання серед малого бізнесу зменшилось. Контроль та супутній дефіцит продовольства - як м'ясо зникло з продуктових магазинів, а фермери заглушили курей, а не продавали їх з втратою - лише спричинили більше інфляції. Незважаючи на їх неспроможність стримувати інфляцію, контроль повільно припинявся, і 30 квітня 1974 року їх статутний дозвіл втратив чинність. У період вступу Ніксона на посаду та його відставки в серпні 1974 року рівень безробіття підвищився з 3,5% до 5,6%, а рівень інфляції зріс з 4,7% до 8,7%. Спостерігачі придумали новий термін небажаного поєднання безробіття та інфляції: "стагфляція" - явище, яке погіршилось після того, як Ніксон пішов з посади.
| Рік  | Дохід | Витрати | Надлишок / дефіцит | ВВП    | Борг як% від ВВП |
| ---- | ----- | ------- | ------------------ | ------ | ---------------- |
| 1969 | 186.9 | 183.6   | 3.2                | 982.3  | 28.3             |
| 1970 | 192.8 | 195.6   | -2.8               | 1049.1 | 27.0             |
| 1971 | 187.1 | 210.2   | -23.0              | 1119.3 | 27.1             |
| 1972 | 207.3 | 230.7   | -23.4              | 1219.5 | 26.4             |
| 1973 | 230.8 | 245.7   | -14.9              | 1356.0 | 25.1             |
| 1974 | 263.2 | 269.4   | -6.1               | 1486.2 | 23.1             |
| 1975 | 279.1 | 332.3   | -53.2              | 1610.6 | 24.5             |

### Екологічна політика
Екологізм став головним рухом у 1960-х роках, особливо після публікації в 1962 р. Тихої весни. У період з 1960 по 1969 рік членство в дванадцяти найбільших екологічних групах зросло з 124 000 до 819 000, і опитування показали, що мільйони виборців поділяють багато цілей екологів. Ніксон багато в чому не був зацікавлений в екологічній політиці, але він не виступав проти цілей екологічного руху. У 1970 році він підписав Закон про національну екологічну політику та створив Агентство з охорони навколишнього середовища, якому було доручено координувати та здійснювати федеральну екологічну політику. Під час свого президентства Ніксон також підписав Закон про чисте повітря 1970 року, Закон про чисту воду та Закон про зникаючі види від 1973 року. Ніксон також займався екологічною дипломатією, а чиновник адміністрації Ніксона Рассел Е. Трейн відкрив діалог про глобальні екологічні проблеми з послом Радянського Союзу Анатолієм Добриніним. Політологи Байрон Дайнс і Глен Суссман оцінюють Ніксона як єдиного республіканського президента після Другої світової війни, який має позитивний вплив на навколишнє середовище, стверджуючи, що "Ніксону не потрібно було особисто віддаватись навколишньому середовищу, щоб стати ним найбільш успішних президентів у просуванні екологічних пріоритетів".
Аплодуючи прогресивній політичній програмі Ніксона, екологи знайшли багато критики в його записах. Адміністрація наполегливо підтримала продовження фінансування "шумозахисного" сверхзвукового транспорту (SST), який Конгрес відмовився від фінансування в 1971 р. Крім того, він наклав вето на Закон про чисту воду 1972 року, але Конгрес усунув вето. Конгрес уповноважив їх здійснювати не суперечивши цілям законодавства, Ніксон заперечував проти грошей, які потрібно витратити на їх досягнення, які він вважав надмірними. Зіткнувшись із загальноліберальним демократичним конгресом, Ніксон неодноразово використовував владу вето під час свого президентства. Конгресу надіслана у формі Закону про контроль за бюджетом та збитком від Конгресу 1974 року, який встановлював новий бюджетний процес і включав процедуру, що забезпечує конгресний контроль за витрачанням коштів президентом. Ніксон, заграний у Вотергейті, підписав законодавство в липні 1974 року.

### Інші проблеми

#### Медичні наукові ініціативи
Ніксон подав дві важливі ініціативи з медичних досліджень до Конгресу в лютому 1971 року. Перша, яку в народі називають "Війна з раком", призвела до того, що в грудні був прийнятий Національний закон про рак, який ввів майже 1,6 мільярда доларів (що еквівалентно 9 мільярдам доларів США на 2016 рік) у федеральному фінансуванні досліджень на рак протягом трирічного періоду. Він також передбачав створення медичних центрів, присвячених клінічним дослідженням та лікуванню раку, 15 з них спочатку, діяльність яких координується Національним інститутом раку. Друга ініціатива, зосереджена на серпоподібноклітинних захворюваннях (СКД), що призвело до прийняття Закону про боротьбу з анемією національної коміркової хвороби у травні 1972 р. Довго ігноруючи, підняття СКД від незрозумілості до високої видимості відображало зміну динаміки виборчої політики та расових відносин в Америці на початку 1970-х. Відповідно до цього законодавства, Національні інститути охорони здоров’я створили кілька центрів дослідження і лікування серпоподібних клітин, а Адміністрація служби охорони здоров'я створила клініки для скринінгу та навчання серпоподібних клітин у країні.

#### Реорганізація уряду
Ніксон запропонував зменшити кількість урядових відомств до восьми. Згідно з його планом, існуючі департаменти Державної, Юстиції, Казначейства та Оборони будуть збережені, а інші відділи будуть складені в нові відділи економічних питань, природних ресурсів, людських ресурсів та розвитку громад. Хоча Ніксону не вдалося досягти цієї великої реорганізації, він зміг переконати Конгрес ліквідувати один відділ на рівні кабінету, департамент поштового відділення Сполучених Штатів. У липні 1971 року, після прийняття Закону про поштову реорганізацію, відділення поштового зв’язку було перетворено на Поштову службу США, незалежна організація у складі виконавчої гілки федерального уряду.

#### Федеральні правила
Ніксон підтримав прийняття Закону про охорону праці, який створив Адміністрацію з питань охорони праці (OSHA) та Національний інститут охорони праці (NIOSH). Інші значущі нормативно-правові акти, прийняті під час президентства Ніксона, включали Закон про боротьбу із шумом та Закон про безпеку споживчих товарів.

#### Поправки до Конституції
Коли Конгрес продовжив Закон про права голосу 1965 року в 1970 році, він включав положення про зниження вікової кваліфікації для голосування на всіх виборах - федеральних, штатних та місцевих - до 18 років. Пізніше того ж року у Верховному Суді Орегон проти Мітчелла (1970) Суд постановив, що Конгрес мав повноваження знижувати кваліфікацію за виборчим віком на федеральних виборах, але не мав права це робити на виборах у штаті та на місцевому рівні. Ніксон направив лист до Конгресу з підтримкою поправки до конституції щодо зниження віку голосування, і Конгрес швидко просунувся із запропонованою поправкою за конституцію, яка гарантувала 18-річне голосування. Надіслана державам для ратифікації 23 березня 1971 р. Ця пропозиція стала Двадцять шостою поправкою до Конституції США 1 липня 1973 р. Після ратифікації необхідною кількістю штатів (38).
Ніксон також схвалив поправку щодо рівних прав (ERA), яка була прийнята обома палатами Конгресу в 1972 році і була передана на розгляд ратифікацій державним законодавчим органам. Поправка не була ратифікована 38 державами протягом періоду, визначеного Конгресом для ратифікації. Ніксон агітував як прихильник ERA в 1968 році, хоча феміністки критикували його за те, що він мало що допомагав їхній справі після обрання. Тим не менш, він призначив більше жінок на адміністративні посади, ніж Ліндон Джонсон.

## Вибори 1972 року

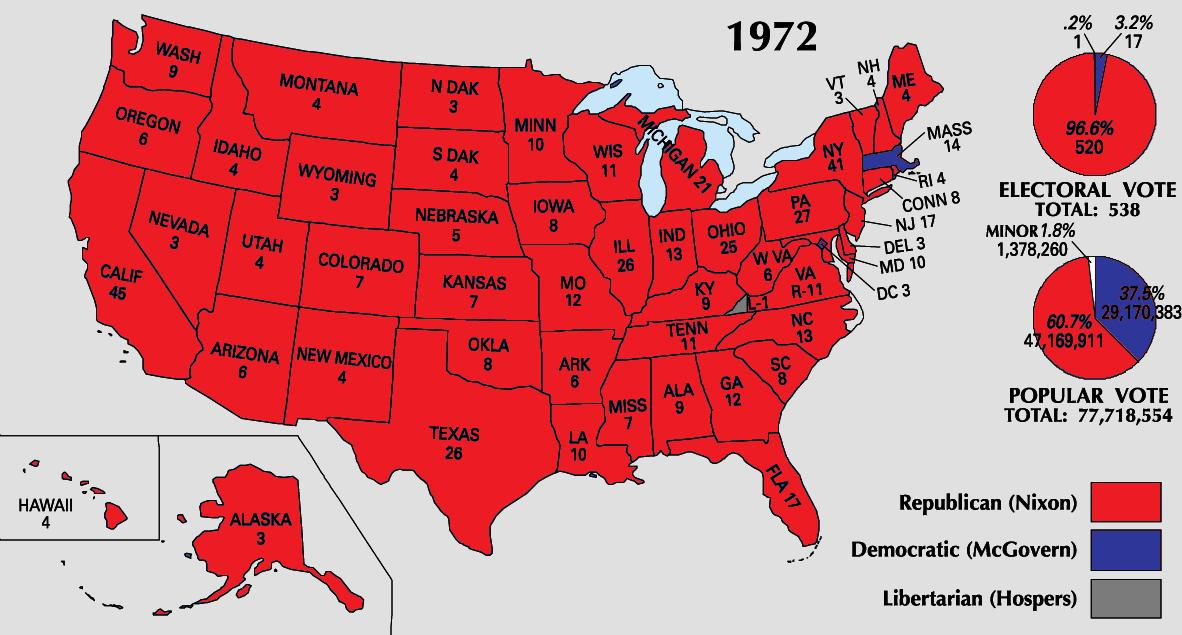
Результати виборів 1972 року.

Ніксон досліджував можливість створення нової правоцентристської партії та балотувався на з Джоном Конналлі, але в кінцевому підсумку він вирішив домагатися переобрання республіканцем. Його успіх у КНР та Радянському Союзі підсилив його рейтинги схвалення в результаті проведення президентських виборів 1972 року, і він був переважним фаворитом, який повинен був бути повторно висунутий на початку республіканських праймеріз 1972 року. Йому кинули виклик у праймеріз двоє конгресменів: антивоєнний кандидат Піт Макклоскі та опонент детент Джона Ешбрука. Ніксон фактично запевнив свою кандидатуру, вигравши первинний штат Нью-Гемпшир з комфортними 67,8 відсотками голосів. Він був номінований на Республіканській національній конвенції у серпні 1972 р. Отримавши 1347 з 1348 голосів. Делегати також повторно висунули кандидатуру Спіро Агню шляхом акламації.
Спочатку Ніксон очікував, що його противником демократів стане сенатор Тед Кеннеді з штату Массачусетс, але інцидент Чаппакіддіка 1969 року фактично усунув Кеннеді від виборів. Тим не менш, Ніксон наказав постійно спостережити за Кеннеді Говарда Ханта. Ніксон також побоювався ефекту чергової незалежної кандидатури Джорджа Уолласа і працював над перемогою губернаторської кампанії Уолласа 1970 року, вклавши 400 000 доларів за невдалу кампанію Альберта Бровара. Уоллес виграв кілька демократичних праймеріз під час кампанії 1972 року, але будь-яка можливість того, що він виграє демократичну номінацію або балотується за стороннім квитком, була закінчена після того, як він був важко поранений у замаху.
Коли Кеннеді вийшов з перегонів, сенатор Едмунд Маскі зі штату Мен та Г'юберт Гамфрі виступили як лідери за демократичну номінацію 1972 року. Перемога сенатора Джорджа МакГоверна в першості в Каліфорнії в червні зробила його переважним фаворитом, який входив до липневої демократичної національної конвенції. Макговерн був висунутий у першому голосуванні, але конвенція витримала хаотичний процес відбору віце-президентів. Конвенція врешті-решт визначила сенатора Томаса Іглтона з Міссурі партнером МакГоверна. Після того, як було розкрито, що Іглтон пройшов лікування психічного здоров'я, включаючи електрошокову терапію, Іглтон вийшов з гонки. Макговерн замінив його на Сарджента Шрайвера із Меріленда.
Макговерн мав намір різко скоротити витрати на оборону та підтримав амністію щодо ухильників, а також прав на аборти. Оскільки деякі з його прихильників були за легалізацію наркотиків, Макговерн сприймався як "захист амністії, абортів і наркотиків". Його ще більше пошкодило поширене уявлення про те, що він керував своєю кампанією, головним чином через інцидент з Іглтон. Макговерн стверджував, що "Адміністрація Ніксона - найкорумпованіша адміністрація в нашій національній історії", але його напади мали незначний ефект. Тим часом Ніксон звернувся до багатьох демократів робітничого класу, яких відбили позиції Демократичної партії щодо расових та культурних питань. Незважаючи на нові обмеження щодо збору коштів на виборчі кампанії, накладені Законом про виборчу кампанію Федеральної виборчої кампанії, Ніксон сильно обурив МакГоверна, і його кампанія домінувала в радіо та телевізійній рекламі.
Ніксон, випереджав опитування протягом 1972 року, зосередився на перспективі миру у В'єтнамі та підйомі економіки. Він був обраний на другий термін 7 листопада 1972 року в одній з найбільших перемог на виборах в історії Америки. Він виграв понад 60% голосів населення, отримавши 47 169 911 голосів за 29 170 703 МакГоверна і здобув ще більшу перемогу в Колегії вибоців, отримавши 520 голосів проти 17 за МакГоверна. Незважаючи на сильну перемогу Ніксона, демократи зберегли контроль над обома палатами Конгресу. Після виборів багато консервативних південнодемократичних конгресменів серйозно обговорили можливість переходу партій дати республіканцям контроль над Палатою, але ці переговори були зірвані через скандало Вотергейт.

## Вотергейт та відставка

### Комітет з переобрання Президента
Після того як Верховний суд відмовив клопотання адміністрації Ніксона не допустити публікації доповідей Пентагону, Ніксон та Ерліхман створили відділ спеціальних розслідувань Білого дому, також відомий як "Сантехніки". Сантехніки звинувачували у запобіганні майбутніх витоків новин та відплаті проти Даніеля Еллсберга, який був за витоки в Пентагоні. Серед тих, хто приєднався до Сантехніків, були Г. Гордон Лідді, Е. Говард Гант та Чарльз Колсон. Незабаром після створення сантехніків організація ввірвалася до кабінету психіатра Еллсберга. Замість того, щоб покладатися на Республіканський національний комітет, кампанія Ніксона за переобрання в основному проводилася через Комітет з питань переобрання президента (КПП), керівництво якого складалося з колишнього персоналу Білого дому. Лідді та Хант причетні до СРБ, ведучи шпигунство проти демократів.
Під час демократичних праймеріз 1972 року Ніксон та його союзники вірили, що сенатор МакГоверн буде найслабшим правдоподібним кандидатом на демократичних виборах на загальних виборах, і КПП працювала над зміцненням сили МакГоверна. Ніксон не був поінформований про подробиці кожного зобов'язання зі СРБ, але він схвалив загальну операцію. КПР особливо націлився на Маскі, таємно використовуючи водія Маскі як шпигуна. КПР також створила підроблені організації, які номінально підтримували Маскі, і використовували ці організації для нападу на інших кандидатів-демократів; Сенатора Генрі Джексона звинуватили в арешті за гомосексуальні дії, тоді як Гамфрі нібито був причетний до інциденту водіння в нетверезому стані. У червні 1972 р. Гант та Лідді очолили розвал Штаб-квартири Демократичного національного комітету в комплексі Вотергейт. Прорив був зірваний поліцією, і адміністрація Ніксона заперечила будь-яку причетність до інциденту. Винуватцям злочину було пред'явлено звинувачення у вересні 1972 року, але федеральний суддя Джон Сіріка розпорядився провести доручення у справі до закінчення виборів. Хоча Уотергейт залишався в новинах під час кампанії 1972 року, це мало відносний вплив на вибори. Мотивація на розрив Вотергейт залишається предметом суперечки.

### Уотергейт
Ніксон, можливо, раніше не знав про те, що сталося у Вотергейті, але він став причетним до прикриття. Ніксон і Халдеман чинили тиск на ФБР, щоб припинити розслідування Вотергейту, а адвокат Білого дому Джон Дін пообіцяв винуватцям Вотергейту гроші та помилування, якщо вони не потягнуть Білий дім на прорив. Злочинці Вотергейту були засуджені в січні 1973 р. не позначаючи Білого дому, але члени Конгресу організували розслідування ролі Ніксона у Вотергейті. Як конгресмен Тіл О'Нілл заявив, що в кампанії 1972 року Ніксон та його союзники "зробили занадто багато речей. Занадто багато людей знають про це. Немає способу замовкнути. Настане час, коли імпічмент вдарить на цей Конгрес". Хоча Ніксон і надалі був би активним у закордонних справах протягом свого другого терміну, наслідки скандалу з Уотергейтом фактично перешкоджали будь-яким великим внутрішнім ініціативам.
За закликом лідера більшості сенату Майка Менсфілда, сенатор Сем Ервін із Північної Кароліни взяв на себе керівництво у розслідуванні сенату по справі Вотергейту. Під керівництвом Ервіна, сенат створив Комітет з вибору діяльності по президентських кампаніях для розслідування та проведення слухань щодо Вотергейту. "Слухання Вотергейта" були передані по телебаченню та широко переглядалися. Оскільки різні свідки розповідали не лише про вторгнення у Вотергейт, а й про інші інші ймовірні злочини з боку чиновників адміністрації, рейтинг схвалення Ніксона зменшився. Журналісти Боб Вудвард та Карл Бернштейн також допомогли зберегти розслідування Вотергейту як головну новину. Ніксон намагався дискредитувати слухання як партизанське полювання на відьом, але деякі сенатори-республіканці брали активну роль у розслідуванні. У квітні 1973 року Ніксон звільнив Халдемана, Ерліхмана та генерального прокурора Річарда Кліндіенста у квітні 1973 року, замінивши Кліндіенст на Елліота Річардсона. З дозволу Ніксона Річардсон призначив Арчібальда Кокса незалежним спецпрокурором, якому доручили розслідувати Вотергейт.
Побоюючись, що Ніксон використає його як козла відпущення для прикриття, Джон Дін почав співпрацювати зі слідчими Вотергейту. 25 червня Дін звинуватив Ніксона у тому, що він допоміг спланувати приховання крадіжки, а наступного місяця помічник Білого дому Олександр Баттерфілд засвідчив, що у Ніксона була секретна система запису, яка записувала його розмови та телефонні дзвінки в Овальному кабінеті. Кокс і Комітет Сенату по справі Вотергейт просили Ніксона передати стрічки, але Ніксон відмовився, посилаючись на привілей виконавчої влади та національну безпеку. Білий дім і Кокс залишалися в напружених відносинах до "розправи в ніч на суботу" 23 жовтня 1973 року, коли Ніксон вимагав, щоб Міністерство юстиції звільнило Кокса. Річардсон та заступник генерального прокурора Вільям Рукльсхаус подали у відставку, замість того, щоб виконати розпорядження Ніксона, але Роберт Борк, черговий черговий у Міністерстві юстиції, звільнив Кокса. 

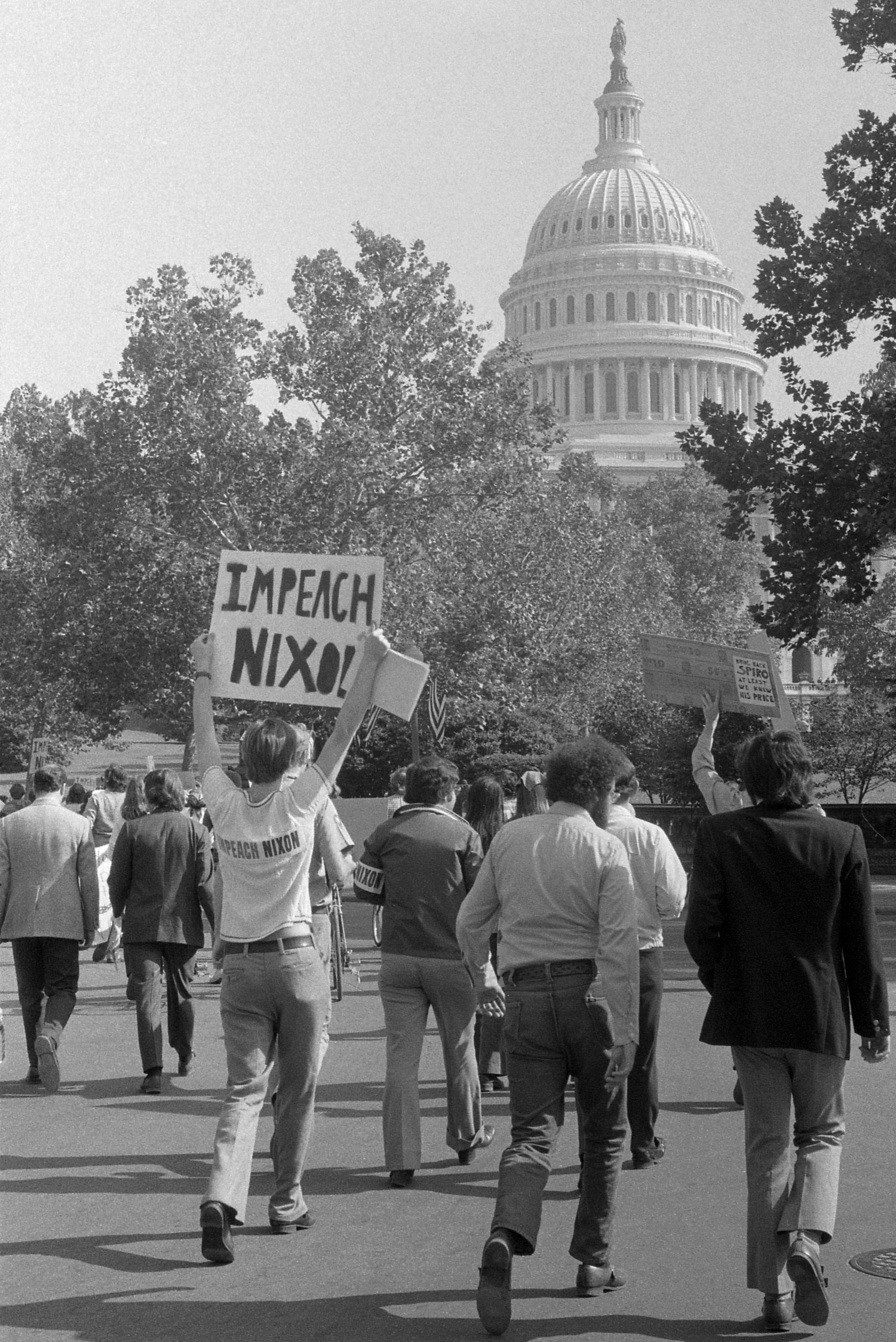
Демонстранти вимагає імпічменту Ніксона, жовтень 1973 року.

Звільнення розлютило Конгрес і викликало публічний протест. 30 жовтня Комітет Палати судових органів розпочав розгляд можливих процедур імпічменту; наступного дня Леона Яворського було призначено заміною Кокса, і незабаром після цього президент погодився передати запитувані стрічки. Коли стрічки були передані через кілька тижнів, адвокати Ніксона виявили, що одна аудіокасета розмов, проведених у Білому домі 20 червня 1972 року, мала 18-хвилинний розрив. Роза Мері Вудс, особистий секретар президента взяла на себе відповідальність за прогалину, стверджуючи, що вона випадково витерла секцію під час транскрипції стрічки, хоча з її пояснення широко глузували. Розрив, хоча і не є переконливим доказом неправомірних дій президента, викликає сумніви у заяві Ніксона, що він не знав про прикриття. Того ж місяця під час годинної сесії запитання і відповіді з пресою Ніксон наполягав на тому, що він допустив помилки, але не маючи попередніх знань про взломи, не порушував жодних законів, і не дізнався про прикриття до початку 1973 року. Він заявив: "Я не шахрай. Я заробив усе, що мав".
Наприкінці 1973 — початку 1974 рр. Ніксон продовжував відхиляти звинувачення у неправомірних діях. Тим часом, в судах і в Конгресі розробки продовжували сприяти розгортанню саги до кульмінації. 1 березня 1974 року велике журі звинувачувало семи колишніх чиновників адміністрації за змову перешкоджати розслідуванню крадіжок у Вотергейті. Велике журі, було оприлюднено пізніше, також назвало Ніксона нерозбірливим змовником. У квітні Комітет з питань судової влади Палати проголосував за виклик стрічок у 42 розмови президента, а спецпрокурор також висунув заяву про видачу більше стрічок та документів. Білий дім відмовився від обох повісток, посилаючись на привілей виконавчої влади. У відповідь Комітет Палати судових органів Палати парламенту 9 травня відкрив слухання проти імпічменту проти президента. Ці слухання, які були передані по телевізору, завершилися голосуваннями за статті про імпічмент, перше - 27–11 на користь 27 липня, 1974 р. Щодо перешкоджання правосуддя; шість республіканців проголосували «так» разом із усіма 21 демократами. 24 липня Верховний Суд ухвалив рішення одноголосно, що повні стрічки, а не лише вибрані стенограми повинні бути випущені.

### Відставка

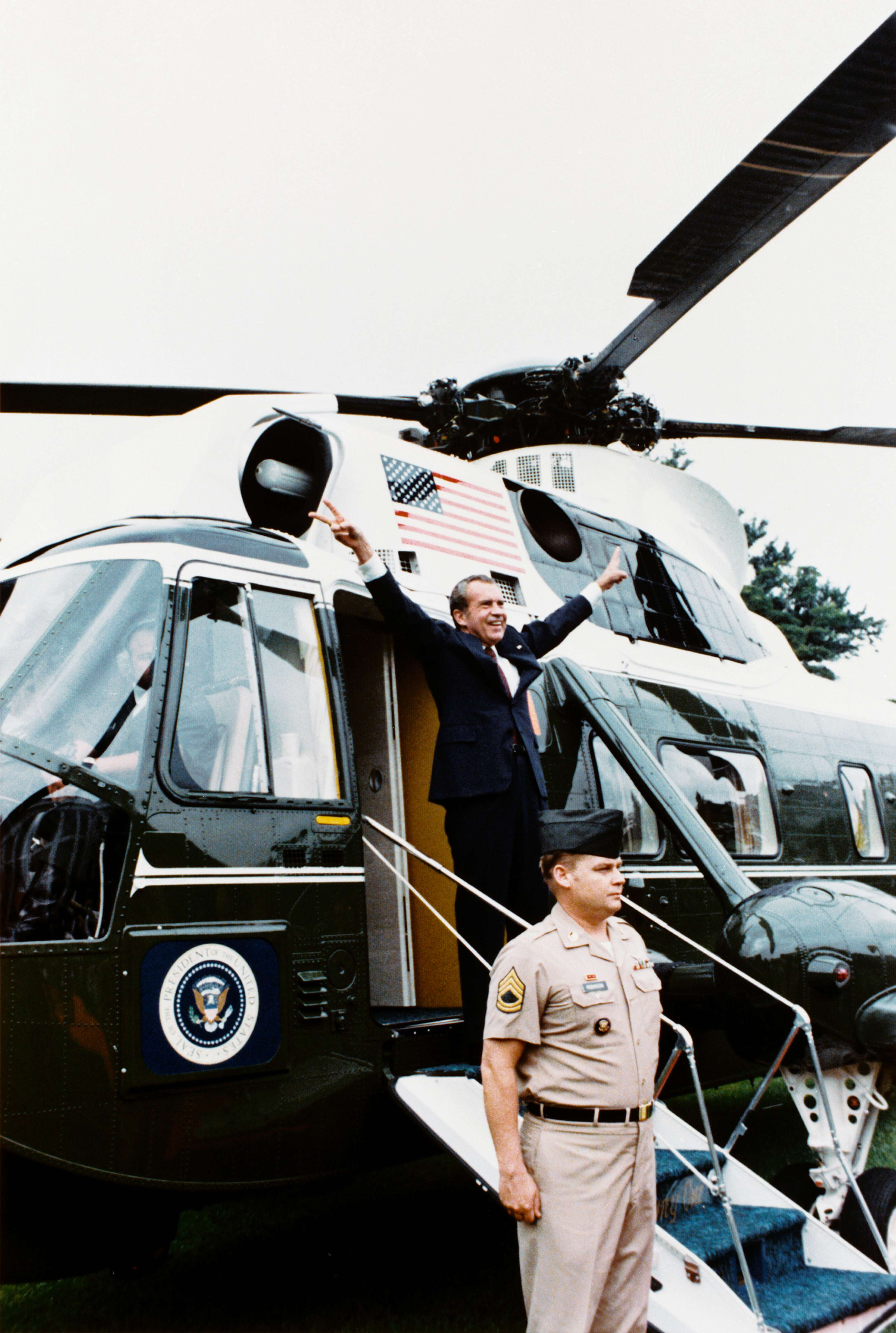
Ніксон демонструє знак V, коли він відправляється з Білого дому після відставки, 9 серпня 1974

Попри те, що його база підтримки була применшена тривалими серіями відкриттів, Ніксон сподівався уникнути імпічменту. Однак одна з нещодавно випущених стрічок, "Стрічка паруючого пістолета", записана незабаром після вторгнення, продемонструвала, що Ніксону розповіли про підключення Білого дому до Вотергейту незабаром після того, як вони відбулися, і він затвердив плани щодо перешкоджають розслідуванню. У заяві, що супроводжує випуск стрічок 5 серпня 1974 року, Ніксон прийняв провину в тому, що ввів в оману країну, коли йому повідомили правду за скандалом Вотергейт, заявивши, що у нього пропала пам'ять. 7 серпня Ніксон зустрівся з лідерами республіканських конгресів, і йому сказали, що він зіткнувся з певним імпічментом в Палаті і що лише 18 сенаторів можуть проголосувати проти нього за статтями про імпічмент - набагато менше, ніж 34, які йому потрібні, щоб уникнути відставки. Тієї ночі, знаючи, що його президентство фактично закінчилося, Ніксон остаточно ухвалив рішення про відставку.
О 11:00 ранку 8 серпня, його останній повний день перебування на посаді, Ніксон повідомив віце-президенту Форду про свою майбутню відставку. Того вечора Ніксон оголосив про намір подати у відставку нації. Виступ відбувся з Овального кабінету та передавався в прямому ефірі по радіо та телебаченню. Ніксон заявив, що подає у відставку заради блага країни, оскільки втратив політичну підтримку в Конгресі, необхідну для ефективного управління, і попросив націю підтримати нового президента Джеральда Форда. Ніксон пішов на огляд досягнень його президентства, особливо в зовнішній політиці, і прийшов до висновку, Теодора Рузвельта «Людина в Арені мови". Промова Ніксона не містила жодного визнання протиправних дій; Біограф Конрад Блек висловив думку, що "Те, що повинно було бути безпрецедентним приниженням для будь-якого американського президента, Ніксон перетворив на віртуальне парламентське визнання майже бездоганної недостатності законодавчої підтримки для продовження". Початкова відповідь від коментаторів мережі була в цілому сприятливою, лише Роджер Мадд з CBS заявив, що Ніксон ухилився від проблеми і не визнав своєї ролі в приховуванні.
Ніксон подав у відставку з посади 9 серпня 1974 року, подавши Кіссінджеру короткий лист, який гласив: "Цим я подаю у відставку з посади президента США". Кіссінгер згодом підпише свої ініціали, визнаючи, що отримав його, і напише час - 11:35 ранку - позначаючи, коли офіційно закінчилося президентство Ніксона. У своїй першій публічній заяві на посаді президента Джеральд Форд заявив: "Мої товариші американці, наш довгий національний кошмар закінчився". Ніксон був дев'ятим президентом, який не завершив термін, на який був обраний, але першим, хто залишив свою посаду з іншої причини, ніж смерть. На сьогоднішній день Ніксон залишається єдиним президентом, який подав у відставку. Через місяць після того, як Ніксон пішов з посади, президент Форд надав Ніксону повне та безумовне помилування за всі федеральні злочини, які він "вчинив або, можливо, міг вчинити або брав участь", будучи президентом.

## Історична репутація

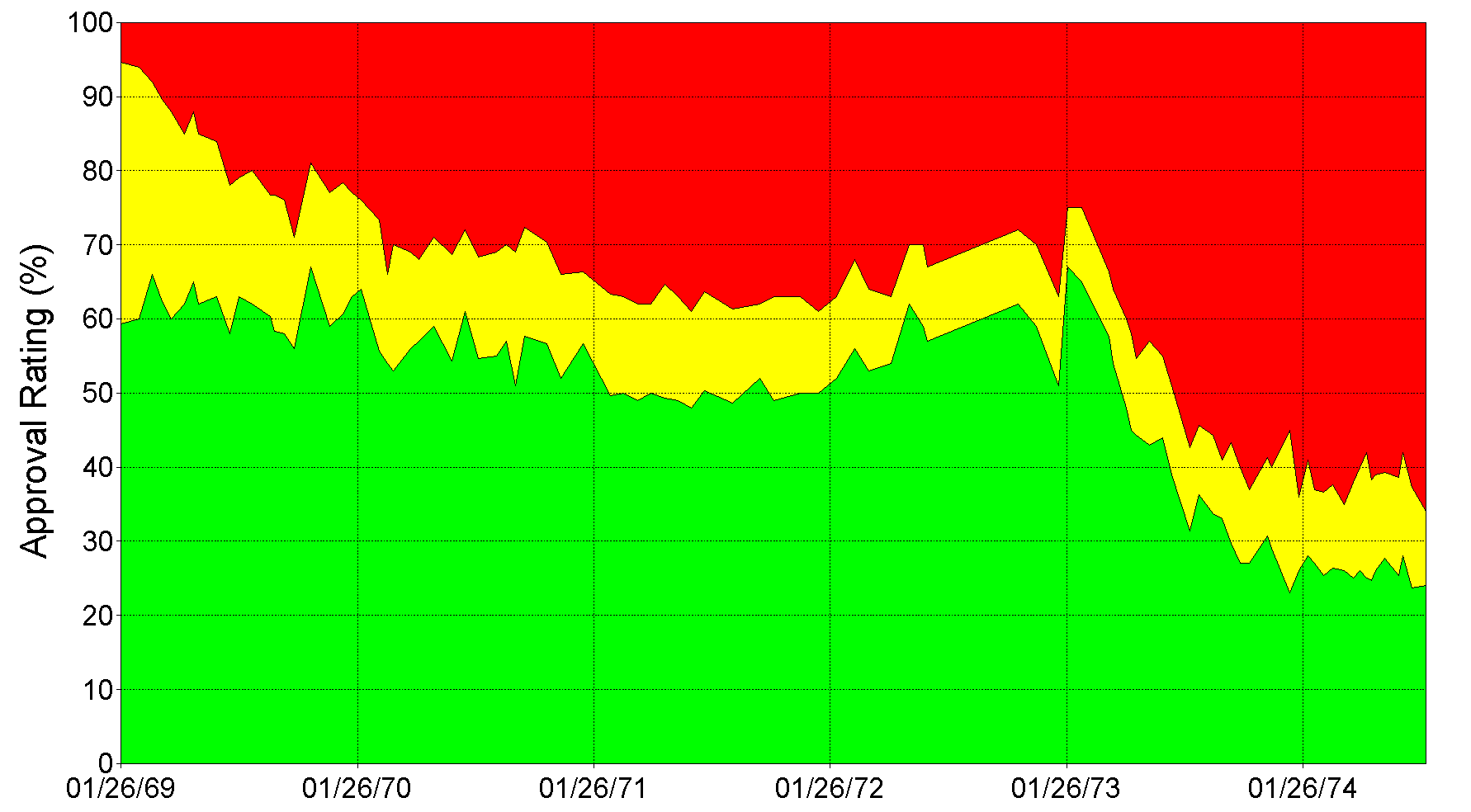
Графік рейтингів схвалення Ніксона в опитуваннях Gallup

Опитування істориків та політологів, як правило, вважають Ніксона нижчим середнім президентом. У опитуванні на 2018 рік президентів та виконавчої політики з питань Американської асоціації політичних наук Ніксон був визнаний 33-м найбільшим президентом. Опитування істориків C-Span у 2017 році визнало Ніксона 28-м найбільшим президентом. За словами історика Стівена Е. Емброуса, "Ніксон хотів, щоб його судили за тим, що він досяг. Те, про що він запам'ятається, - це кошмар, який він пережив країну у другому терміні, і за відставку". Біограф Джонатан Айткен навпаки, вважає, що "Ніксон і як людина, і як державний діяч був надмірно злісний за свої провини і недостатньо визнаний за свої чесноти. Але навіть у дусі історичного ревізіонізму простий вердикт неможливий".
Історик і політолог Джеймс Макгрегор Бернс запитав Ніксона: "Як можна оцінити такого ідіосинкратичного президента, такого геніального і такого маломорального?" Політолог та опитувач Дуглас Шоен стверджує, що Ніксон був найважливішою американською фігурою в післявоєнній політиці США, в той час як професор конституційного права Касс Сунштейн зазначав у 2017 році: "Якщо ви перераховуєте п'ять найпослідовніших президентів історії Америки, ви може зробити хороший аргумент, що Ніксон належить до списку". Історик Мельвін Смал стверджує, що "Якщо можна оцінити роки Ніксона в Білому домі, не враховуючи його характер та скандали, які призвели до його відставки, то його президентство, безумовно, здається далеко не провалом". Але Смал також стверджує: "Вотергейт не розпочався, коли оперативники CREEP ввірвалися до Демократичного штабу в 1972 році. Це почалося, коли Ніксон вступив на посаду, озброївшись приватним фондом сльота, підготовленим до бою справедливими засобами та злом проти своїх ворогів... не президент до чи після того, як він наказав чи після цього наказав чи брав участь у багатьох серйозних незаконних та позаправних діях, що порушували конституційні принципи".
Кен Х'юз із Центру громадських справ Міллера зазначає, що "вчені, які класифікують Ніксона як ліберального, поміркованого чи консервативного, не знаходять достатньо доказів для кожної етикетки та переконливих докази для жодної з них... У зовнішній та внутрішній політиці схильності Ніксона були консервативний, але він прийняв президентство в кінці 1960-х, післявоєнний пік лібералізму. Джеймс Паттерсон описує Ніксона як "легкого найбільш ліберального республіканця" президента XX століття, окрім Теодора Рузвельта. Політика Ніксона в відношенні В'єтнаму, Китаю та Радянського Союзу, як центральне місце в його історії. Ніксона колишній противник Джордж Макговерн прокоментував у 1983 році: "Президент Ніксон, ймовірно, мав більш практичний підхід до двох наддержав, Китаю та Радянському Союзу, ніж будь-який інший президент після Другої світової війни... За винятком його невиправданого продовження війни у В'єтнамі, Ніксон дійсно отримає високі оцінки в історії". Політолог Юссі Ханхімякі не погоджується, кажучи, що дипломатія Ніксона була лише продовженням політики стримування холодної війни дипломатичними, а не військовими способами. Історик Кет У. Олсон писав, що Ніксон залишив у спадок основну недовіру до влади, коріння у В'єтнамі та Вотергейті. Ще однією спадщиною, певний час, стало зменшення влади президентства, коли Конгрес приймав обмежувальне законодавство, як Закон про державні сили та Закон про бюджет і конвенцію Конгресу 1974 року.

## Дивись також
- Річард Ніксон
- Джеральд Форд
- Президент США
- Список президентів США
- Республіканська партія США
- Демократична партія США
- Президентство Джеральда Форда
- Вотергейтський скандал